# Corrosion of Conformity
Corrosion of Conformity  (conhecida também por COC) é uma das bandas pioneiras do crossover thrash. A banda foi formada na Carolina do Norte, Estados Unidos, pelo guitarrista Woody Weatherman durante o começo dos anos 1980.

## História
Formada no início da década de 80, na Carolina do Norte, pelo guitarrista Woody Weatherman, o Corrosion of Conformity foi uma das primeiras bandas a misturar punk com metal, fazendo um som agressivo que quebrava as convenções do hardcore e do metal da época. Tudo isso associado as letras inteligentes e de cunho político resultou no formato de som da banda.
A estreia foi em 1983, com "Eye for an Eye", que tinha como formação Weatherman, Reed Mullin na bateria, Eric Eycke no vocal e Mike Dean no baixo.
Em 1985, a banda lançou Animosity, começando assim a atingir um público maior e status no cenário musical.
Ainda assim, o selo Death se cansou das constantes instabilidades internas da banda e, logo após o lançamento de Technocracy, em 1987, demitiu a banda. Levou alguns anos para que uma nova formação se juntasse. Com Weatherman, Keenan, Mullin, o vocalista Kark Aggel e o baixista Phil Swisher, eles lançaram Blind, em 1991, que mostrava algo bem mais thrash metal, o que acabou por atingir um grande público. O álbum definiu o abandono da fase hardcore e a entrada definitiva no metal. Em seguida ao sucesso, veio a demissão de Aggel que, junto com Swisher, formou o Leadfoot (banda ainda em atividade).
Kennan ocupou o vocal e Mike Dean, o baixista original, retornou à banda. Já caracterizada como uma banda em constante mutação, lançaram, em 1994, o álbum Deliverance. Mais uma guinada na sonoridade do Corrosion of Conformity. O álbum tem total influência de Black Sabbath e toda a gama de hard rock setentista, sendo considerado por muitos (em geral os fãs mais recentes), o melhor álbum da banda.
Em 1995, Keenan se dedicou ao Down (grupo formado com Phil Anselmo do Pantera e membros do Crowbar) retomando as atividades da banda, em 1996, quando lançaram Wiseblood, que deu continuidade ao sucesso atingido com o Deliverance.
Decorrente disto, envolveram-se numa turnê mundial com o Metallica, que os afastou dos estúdios durante um bom tempo. Em 2000, retornaram com o não tão inspirado America’s Volume Dealer.
Em 2001, lançaram o ótimo Live Volume, que dá uma boa passada pela carreira da banda e garante o bom e velho rock and roll em performance ao vivo. Em 2002, Keenan voltou a se dedicar ao Down, que lançou seu segundo álbum. Em 2003, o baterista Reed Mullin sai da banda. Em 2004, o baixista Mike Dean participa como vocalista do Probot, álbum de heavy metal do músico  Dave Grohl (do Foo Fighters). No final do ano de 2004, a banda entra em estúdio e sai com o mais recente álbum, In The Arms Of God (lançado no Brasil pela gravadora Century Media Records, em 2005) e que tem a estreia do novo integrante da banda, o baterista Stanton Moore.

### 2006-2010
Corrosion of Conformity começou um hiato em 2006-2010 enquanto Pepper gravou e excursionou com Down. A partir de março de 2009, Karl Agell e Reed Mullin, começaram a turnê com Jerry Barrett, Scott Little e Jason Browning como COC-Blind, realizando o álbum Blind. Há conversas sobre COC-Blind criarem material original para avançar. Reed Mullin e Mike Dean, juntamente com Jason Browning também estavam excursionando em uma nova banda chamada Righteous Fool.
Em 12 de maio de 2010, Blabbermouth.net informou que a programação Animosity de Corrosion of Conformity foi reunindo e trabalhando em um novo álbum. Estão planejando alguma início de agosto mostra alinharam para a Costa Oeste, embora não tenham ainda sido anunciada oficialmente. A banda ainda está em aberto para gravação de novo álbum como um quarteto com Pepper, quando for a hora certa, de acordo com um mensagem no site oficial do COC Web site em 15 de maio de 2010. Pepper, não deixou a banda.

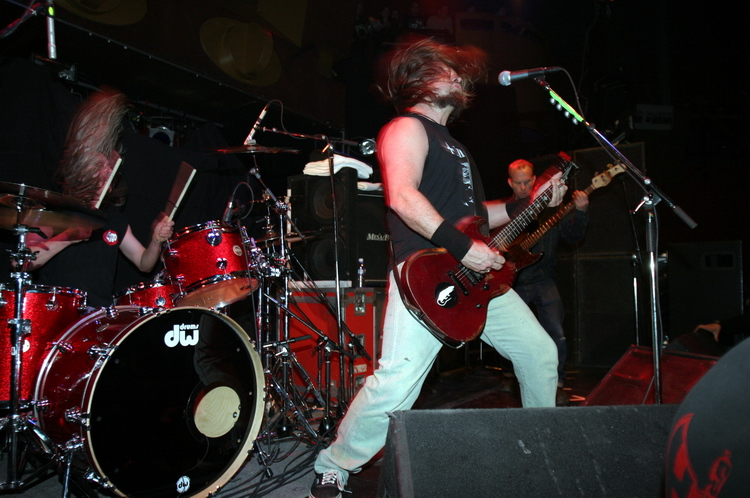
A banda em concerto, 2005.
Foto tirada por Mark Marek.

## Formação

### Atual
- Woody Weatherman - guitarra, backing vocal (1982–atualmente)
- Mike Dean - baixo, vocal (1982–1987, 1993–atualmente)
- Pepper Keenan - guitarra, vocal (1989-2012, 2014-atualmente)
- John Green - bateria (2020–atualmente)

### Ex-integrantes
- Karl Agell - vocal (1989–1993)
- Reed Mullin - bateria, backing vocal (1982–2001, 2010–2020, sua morte)[4]
- Stanton Moore - bateria (2003–2005)
- Jimmy Bower - bateria (2001–2002)
- Phil Swisher - baixo (1987–1993)
- Simon Bob Sinister - vocal (1986–1989)
- Eric Eycke - vocal (1983–1984, morto em 2017)
- Benji Shelton - vocal (1982–1983)